# لويس فافر
لويس فافر (بالفرنسية: Louis Favre)‏ (و. 1910 – 1944 م) هو كاهن كاثوليكي، من فرنسا، توفي عن عمر يناهز 34 عاماً، بسبب إعدام رميا بالرصاص.

## جوائز
حصل على جوائز منها:
- وسام جوقة الشرف من رتبة فارس
- ميدالية المقاومة [الإنجليزية]‏
- الصالحون بين الأمم.